# Nueva Virginia
Nueva Virginia är en ort i Mexiko.   Den ligger i kommunen La Independencia och delstaten Chiapas, i den sydöstra delen av landet, 900 km öster om huvudstaden Mexico City. Nueva Virginia ligger 1 470 meter över havet och antalet invånare är 187.
Terrängen runt Nueva Virginia är kuperad. Runt Nueva Virginia är det ganska tätbefolkat, med 52 invånare per kvadratkilometer. Närmaste större samhälle är Santa Rita el Vergel, 3,4 km norr om Nueva Virginia. I omgivningarna runt Nueva Virginia växer i huvudsak städsegrön lövskog.